# María José Rienda
María José Rienda Contreras (Granada, 29 giugno 1975) è un'ex sciatrice alpina spagnola, portabandiera della Spagna durante la cerimonia di apertura dei XX Giochi olimpici invernali di Torino 2006 e vincitrice di sei gare in Coppa del Mondo.

## Biografia

### Stagioni 1992-1998
María José Rienda debuttò in campo internazionale ai Mondiali juniores di Maribor 1992 ed esordì in Coppa del Mondo il 2 febbraio 1994 in Sierra Nevada, classificandosi 56ª in discesa libera. Nella stessa stagione esordì anche ai Giochi olimpici invernali: a Lillehammer 1994 fu 29ª nel supergigante, 21ª nello slalom gigante e non completò lo slalom speciale.
Alla sua prima presenza iridata, Sierra Nevada 1996, si classificò 21ª nello slalom gigante e 18ª nello slalom speciale; l'anno dopo ai Mondiali di Sestriere fu invece 9ª nello slalom gigante. Il 25 gennaio 1998 a Rogla la Rienda conquistò il primo podio in Coppa Europa (3ª in slalom gigante) e in seguito partecipò ai XVIII Giochi olimpici invernali di Nagano 1998, classificandosi 12ª nello slalom gigante e 14ª nello slalom speciale.

### Stagioni 1999-2005
Ai Mondiali di Vail/Beaver Creek 1999 fu 13ª nello slalom gigante e 26ª nello slalom speciale mentre due anni dopo, nella rassegna iridata di Sankt Anton am Arlberg 2001, si piazzò 30ª nel supergigante, 10ª nello slalom gigante e non completò lo slalom speciale. Gareggiò nello slalom gigante e nello slalom speciale sia ai XIX Giochi olimpici invernali di Salt Lake City 2002, sia ai Mondiali di Sankt Moritz 2003: nella prima manifestazione si classificò rispettivamente al 6º e al 15º posto, mentre nella seconda non portò a termine nessuna delle due prove.
Il 25 ottobre 2003 conquistò a Sölden il primo podio in Coppa del Mondo (3ª in slalom gigante) e a fine stagione risultò 3ª nella classifica della specialità; il 6 marzo 2004 inoltre ottenne a La Molina la prima vittoria in Coppa Europa, sempre in slalom gigante. Il 12 dicembre 2004 a Schruns vinse in slalom gigante la sua seconda e ultima prova di Coppa Europa e in seguito partecipò ai Mondiali di Bormio/Santa Caterina Valfurva, chiudendo 9ª nello slalom gigante e non completando lo slalom speciale. Poco più tardi, il 20 febbraio, ottenne a Åre la prima vittoria in Coppa del Mondo, sempre in slalom gigante; anche in quella stagione 2004-2005 fu 3ª nella classifica della specialità.

### Stagioni 2006-2011
Ai XX Giochi olimpici invernali di Torino 2006, dopo essere stata portabandiera della Spagna durante la cerimonia di apertura, si classificò 37ª nel supergigante e 13ª nello slalom gigante. In seguito, il 5 marzo in slalom gigante a Hafjell/Kvitfjell, ottenne la sua ultima vittoria in Coppa del Mondo. Quella stagione 2005-2006 fu la sua migliore nel massimo circuito internazionale, con quattro vittorie, il 13º posto nella classifica generale e il 2º in quella di slalom gigante, con 48 punti di distacco dalla vincitrice Anja Pärson.
Pressoché inattiva per tutte le stagioni 2006-2007, 2007-2008 e 2008-2009 a causa di infortuni, nel 2010 disputò a Vancouver i suoi ultimi Giochi olimpici, classificandosi 38ª nello slalom gigante. Nella sua ultima stagione agonistica, 2010-2011, prese parte ai Mondiali di Garmisch-Partenkirchen (28ª nel supergigante, 31ª nello slalom gigante) e l'11 marzo si ritirò dalla Coppa del Mondo in occasione dello slalom gigante di Špindlerův Mlýn, nel quale non si qualificò per la seconda manche. Si congedò definitivamente dal Circo bianco ai Campionati spagnoli dell'aprile seguente, in Sierra Nevada.

## Palmarès

### Coppa del Mondo
- Miglior piazzamento in classifica generale: 13ª nel 2006
- 11 podi
  - 6 vittorie (in slalom gigante)
  - 1 secondo posto
  - 4 terzi posti

#### Coppa del Mondo - vittorie
| Data             | Località          | Paese       | Specialità |
| ---------------- | ----------------- | ----------- | ---------- |
| 20 febbraio 2005 | Åre               | Svezia      | GS         |
| 13 marzo 2005    | Lenzerheide       | Svizzera    | GS         |
| 10 dicembre 2005 | Aspen             | Stati Uniti | GS         |
| 3 febbraio 2006  | Ofterschwang      | Germania    | GS         |
| 4 febbraio 2006  | Ofterschwang      | Germania    | GS         |
| 5 marzo 2006     | Hafjell/Kvitfjell | Norvegia    | GS         |

Legenda:

GS = slalom gigante

### Coppa Europa
- Miglior piazzamento in classifica generale: 40ª nel 2005
- 7 podi:
  - 2 vittorie
  - 3 secondi posti
  - 2 terzi posti

#### Coppa Europa - vittorie
| Data             | Località  | Paese   | Specialità |
| ---------------- | --------- | ------- | ---------- |
| 6 marzo 2004     | La Molina | Spagna  | GS         |
| 12 dicembre 2004 | Schruns   | Austria | GS         |

Legenda:

GS = slalom gigante

### Nor-Am Cup
- Miglior piazzamento in classifica generale: 28ª nel 2001
- 2 podi:
  - 1 vittoria
  - 1 secondo posto

#### Nor-Am Cup - vittorie
| Data             | Località | Paese       | Specialità |
| ---------------- | -------- | ----------- | ---------- |
| 27 novembre 2000 | Aspen    | Stati Uniti | SG         |

Legenda:

SG = supergigante

### South American Cup
- Miglior piazzamento in classifica generale: 6ª nel 2004
- Vincitrice della classifica di supergigante nel 2004
- 2 podi:
  - 1 vittoria
  - 1 secondo posto

#### South American Cup - vittorie
| Data           | Località     | Paese | Specialità |
| -------------- | ------------ | ----- | ---------- |
| 28 agosto 2003 | Valle Nevado | Cile  | SG         |

Legenda:

SG = supergigante

### Campionati spagnoli
- 24 medaglie[2]:
  - 16 ori (slalom gigante, slalom speciale nel 1995; slalom gigante nel 1999; slalom speciale nel 2000; slalom gigante, slalom speciale nel 2001; slalom speciale nel 2002; supergigante, slalom gigante, slalom speciale nel 2004; supergigante, slalom speciale nel 2005; supergigante, slalom gigante, slalom speciale nel 2006; slalom speciale nel 2011)
  - 6 argenti (slalom gigante nel 1997; slalom speciale nel 1999; slalom gigante nel 2000; slalom gigante nel 2003; slalom gigante nel 2010; slalom gigante nel 2011)
  - 2 bronzi (supergigante nel 2003; supergigante nel 2011)